# نوح‌لو (قره‌عیسی‌لی)
نوح‌لو (به ترکی استانبولی: Nuhlu) یک منطقهٔ مسکونی در ترکیه است که در کارایسالی واقع شده‌است.